# Matteo Caccini
Matteo Caccini (Firenze, 15 aprile 1573 – Firenze, 1640) è stato un botanico italiano.
Notabile cinquecentesco, probabilmente a causa d'un fatto di sangue, fu costretto a fuggire da esule a Roma,ove lavorò alla corte del Cardinale Arrigoni.-
Botanico di rilievo, floricultore, collezionista e studioso, ebbe notevoli contatti con gli scienziati della sua epoca.
Viene generalmente ricordato per il Giardino Caccini, capolavoro seicentesco di botanica sperimentale e coltivazione di piante esotiche, retrostante l'omonimo palazzo sito in Borgo Pinti 33.
Il giardino è tutt'oggi esistente, sebbene ridimensionato nelle proporzioni e nella struttura.
Fu sepolto in nella basilica di Santa Croce il 20 settembre 1640.